# Czapajewsk
Czapajewsk (ros. Чапаевск, do 1918 Iwaszczenkowo, ros. Иващенково, w latach 1918–1929 Trock, ros. Троцк) – miasto w Rosji, w obwodzie samarskim, nad rzeką Czapajewką, dopływem Wołgi.
Powstało wokół zakładów produkujących materiały wybuchowe. Prawa miejskie otrzymało w 1919.